# Aleksandar Petrović (regizor)
Aleksandar „Saša” Petrović (n. 14 ianuarie 1929, Paris, A Treia Republică Franceză – d. 20 august 1994, Paris, Franța) a fost un regizor de film iugoslav și sârb, care a fost unul dintre principalii regizori europeni în anii 1960 și unul dintre personajele majore ale valului negru iugoslav. A primit de trei ori premiul Marea Arenă de Aur pentru cel mai bun film la Festivalul de Film de la Pula în anii 1965 (Tri; împărțit cu Prometej s otoka Viševice al lui Vatroslav Mimica), 1967 (Am întâlnit țigani fericiți) și 1972 (Maestro i Margarita). De trei ori a primit și premiul Arena de Aur pentru cel mai bun regizor în cadrul aceluiași festival și a avut două nominalizări la premiul Oscar pentru cel mai bun film străin.

## Biografie și carieră
Aleksandar Petrović s-a născut la 14 ianuarie 1929 la Paris. Și-a început studiile de regie la FAMU (Filmová a televizní fakulta Akademie múzických umění), celebra academie de film din Praga. A absolvit în 1955 Universitatea de Istorie a Artei din Belgrad.
Două dintre filmele sale au fost nominalizate la premiul Oscar pentru cel mai bun film străin: Tri în 1966  și Am întâlnit țigani fericiți (în sârbă Skupljači perja) în 1967. Acesta din urmă a fost primul film care a prezentat existența țiganilor în societate și în viața de zi cu zi; a fost, de asemenea, primul film de lung metraj în care țiganii vorbeau propria lor limbă, romani. Majoritatea rolurilor au fost interpretate de țigani reali; acesta a fost filmul lor. „În copilărie, i-am observat și am văzut în acești oameni credință și iraționalitate”, a spus Petrović Am întâlnit țigani fericiți a câștigat Premiul FIPRESCI și Marele Premiu al juriului la Festivalul Internațional de Film de la Cannes; a avut și o nominalizare la premiile Globul de Aur. În 1967, Petrović a fost membru al juriului la cel de-al 17-lea Festival Internațional de Film de la Berlin.
Unul dintre cele mai cunoscute filme ale sale este Biće skoro propast sveta. Petrović s-a inspirat pentru acest film din romanul lui Feodor Dostoievski, Demonii. Filmul a fost nominalizat la Palme d’Or la Festivalul de Film de la Cannes din 1969.
În 1973, Petrović a fost obligat să-și părăsească locul  său de la Academia de Film de la Belgrad după ce a fost acuzat că a avut opinii anticomuniste de către guvernul comunist din Iugoslavia. La sfârșitul lui decembrie 1989, s-a alăturat comitetului fondator al Partidului Democrat din Serbia, primul partid anticomunist de opoziție din Serbia.

## Filmografie
| Lungmetraje de ficțiune | Lungmetraje de ficțiune                              | Lungmetraje de ficțiune |
| An                      | Film                                                 | Note |
| ----------------------- | ---------------------------------------------------- | --- |
| 1958                    | The Only Way Out ("The Only Exit") (Jedini izlaz)    | Regizor |
| 1961                    | And Love Has Vanished ("When Love Has Gone") (Dvoje) | Regizor, scenarist Nominalizare—Palme d'Or la Festivalul de Film de la Cannes |
| 1963                    | Days (Dani)                                          | Regizor |
| 1965                    | Three (Tri)                                          | Regizor, scenarist Marea Arenă de Aur Arena de Aur pentru cel mai bun regizor Nominalizare—Premiul Oscar pentru cel mai bun film străin |
| 1967                    | Am întâlnit țigani fericiți (Skupljači perja)        | Regizor, scenarist Marea Arenă de Aur Arena de Aur pentru cel mai bun regizor Nominalizare—Premiul Oscar pentru cel mai bun film străin Nominalizare—Globul de Aur pentru cel mai bun film străin Nominalizare—Palme d'Or la Festivalul de Film de la Cannes |
| 1968                    | It Rains in My Village (Biće skoro propast sveta)    | Regizor, scenarist Nominalizare—Palme d'Or la Festivalul de Film de la Cannes |
| 1972                    | The Master and Margaret (Majstor i Margarita)        | Regizor, după un scenariu al său bazat pe un roman de Mikhail Bulgakov, scenariu în colaborare Barbara Alberti, Amedeo Pagani Marea Arenă de Aur Arena de Aur pentru cel mai bun regizor                                                                     |
| 1977                    | Group Portrait with a Lady (Grupni portret s damom)  | Regizor, scenarist, după un roman al câștigătorului premiului Nobel Heinrich Böll, Nominalizare—Palme d'Or la Festivalul de Film de la Cannes |
| 1981                    | The Falcon (Banović Strahinja)                       | scenarist only |
| 1989                    | Migrations (Seobe)                                   | Regizor, scenarist în colaborare cu Jacques Doniol-Valcroze |

| Documentare și scurtmetraje | Documentare și scurtmetraje                                           | Documentare și scurtmetraje |
| An                          | Film                                                                  | Note                        |
| --------------------------- | --------------------------------------------------------------------- | --------------------------- |
| 1955                        | SHOULDER TO SHOULDER ("Side by side") (UZ DRUGA JE DRUG)              | Regizor                     |
| 1956                        | FLIGHT OVER THE SWAMP ("Flight Above The Marshes") (LET NAD MOČVAROM) | Regizor                     |
| 1957                        | PETAR DOBROVIĆ                                                        | Regizor                     |
| 1958                        | THE ROADS (PUTEVI)                                                    | Regizor                     |
| 1960                        | THE WAR ON WAR (War Against The War") (RAT RATU)                      | Regizor                     |
| 1964                        | RECORD ("The Data") (ZAPISNIK)                                        | Regizor                     |
| 1965                        | ASSEMBLIES ("Fairs") (SABORI)                                         | Regizor                     |

## Legături externe
- Site-ul oficial aleksandarpetrovic.org
- Aleksandar Petrović la Internet Movie Database
- Aleksandar Petrović la Allmovie
- Profilul lui Aleksandar Petrović și unul dintre principalele sale filme în engleză
- Scurt profil biografic din New York Times
- Profilul lui Aleksandar-Saša Petrović și cel mai cunoscut film al său „Am întâlnit chiar fericiți țigani”